# Milk & Sugar

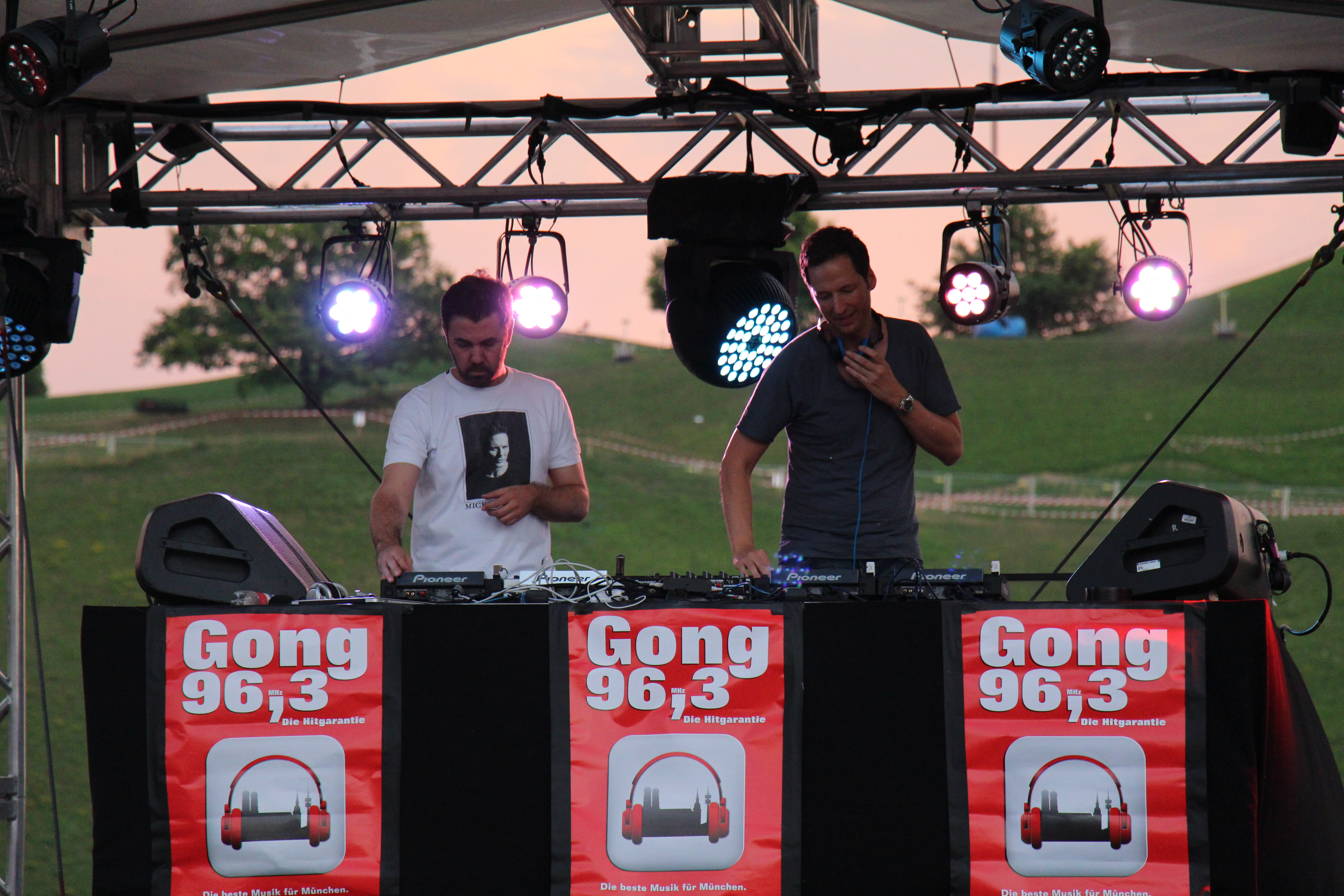
Milk & Sugar beim Münchner Sommernachtstraum im Olympiapark (2013)

 Milk & Sugar ist ein deutsches DJ- und Produzenten-Duo im Bereich der House-Musik und ein Musiklabel. Es wurde 1997 von Michael Kronenberger und Steffen Harning gegründet. Steffen Harning verließ 2022 das Projekt.

## Geschichte
Unter dem Eindruck des Mitte der 1990er Jahre in London entstandenen Musikstils Disco House, riefen Michael Kronenberger (aka. Milk) und Steffen Harding (aka. Sugar) im Jahr 1997 das DJ- und Produzentenprojekt Milk & Sugar ins Leben. Kurz darauf gründeten sie mit Milk & Sugar Recordings auch ihr eigenes Label. Hier veröffentlichten sie zunächst nur eigene Produktionen, begannen aber schon 1998 damit, andere Künstler wie Damien J. Carter, Tim Deluxe oder Robbie Rivera unter Vertrag zu nehmen. Milk & Sugar Recordings wurde im Jahr 2000 mit dem Dance Music Award als bestes Independent-Label Deutschlands ausgezeichnet.
Der nach Milk & Sugar erfolgreichste Künstler des Labels war Kid Alex, der 2003 mit seinem Track Young Love (Topless) und dem Album Colorz weltweit von Universal Music Group unter Vertrag genommen wurde. Nach Auslaufen des Vertrags gründete Kid Alex 2007 seine neue Gruppe Boys Noize.
Milk & Sugar gelang als DJ- und Produzentenact mit Higher & Higher im Jahr 2000 der internationale Durchbruch, nachdem Housemusik-Ikone David Morales den Song auf einem Compilationalbum verwendet hatte. 2001 konnten Milk & Sugar mit Love Is in the Air in Spanien, Deutschland und dem Vereinigten Königreich einen Top-40 Hit in den offiziellen Verkaufscharts landen. Der Titel verwendete die Originalaufnahme des 1977 erschienenen Discohits Love Is In The Air, gesungen von John Paul Young, der auch in dem 2001 gedrehten Video zusammen mit Milk & Sugar aufgetreten ist. Im selben Jahr wurden Milk & Sugar mit dem Italian DJ Award ausgezeichnet und spielten eine Tour mit den US-DJs David Morales, Frankie Knuckles und Tony Humphries.
2003 erschien mit Let the Sun Shine die in den Verkaufscharts bis dahin erfolgreichste Single von Milk & Sugar; sie erreichte Platz 1 in Ungarn und in den USA Billboard Hot Dance Charts, sowie die Top 20 im Vereinigten Königreich, in Griechenland, den Niederlanden und Spanien. Als Sängerin verpflichteten Milk & Sugar die damals noch unbekannte Sängerin und Schauspielerin Lizzy Pattinson, die Schwester des Schauspielers Robert Pattinson.
In den nachfolgenden Jahren arbeiteten Milk & Sugar an ihrem Profil als DJs und Remixer. Sie produzierten für Jamiroquai den Remix Corner of the Earth, für Janet Jackson remixten sie C’mon Get Up, und für Usher den Titel My Way. Es folgten Aufträge für die No Angels, Mýa, Sarah Brightman, Samantha Mumba, Alex Gaudino, Room 5, Despina Vandi und vielen anderen. Als DJs sammelten sie zunächst auf Ibiza in Clubs wie dem Amnesia, Space oder El Divino internationale Erfahrung. Zunächst wurden sie in England, Frankreich, Spanien, Italien und in Ländern um das Mittelmeer herum gebucht. Ab 2002 spielten sie immer öfter in Mittel- und Osteuropa, zum Beispiel Russland, Ukraine, Polen, Ungarn, Moldawien, Rumänien und Belarus.
2005 konnten Milk & Sugar mit Howard Jones’ 1980er-Jahre-Klassiker What Is Love einen weiteren Charterfolg in Deutschland landen, nicht zuletzt aufgrund des animierten Musikvideos zu diesem Titel.
Seit 2005 arbeiten Milk & Sugar mit der 1983 im Sudan geborenen und in London aufgewachsenen Sängerin und Songwriterin Ayak Thiik zusammen. In der Anfangszeit entstanden Latin House beeinflusste Tracks wie Shut Up und Need Your Loving. Mit ihrer dritten Zusammenarbeit, Stay Around (For This) konnten Milk & Sugar erneut einen internationalen Hit landen. Als erfolgreichsten Housetrack des Jahres 2007 in Brasilien (Platz 2 der Charts), und 2008 als Platz 1 in den englischen Clubcharts.
Auf Let the Sun Shine 2009 kooperierten Milk & Sugar mit dem jamaikanischen Vocalisten Gary Nesta Pine, der als Nachfolger von Bob Marley bei The Wailers bekannt wurde, und für den französischen DJ Bob Sinclar den Welthit Love Generation eingesungen hat. Auch Let the Sun Shine 2009 kam in den englischen Clubcharts auf Platz 1.
Die beiden nachfolgenden Kooperationen zwischen Milk & Sugar und Ayak erreichten in den englischen Clubcharts ebenfalls Platz 1: You Got Me Burnin und Let The Love (Take Over). Ein Mitschnitt eines Live-Auftritts von Milk & Sugar und Ayak befindet sich auf der DVD des Planet Pop Events von 2009 in São Paulo.
Ende 2010 veröffentlichten sie einen Remix des Songs Hey (Nah Neh Nah), der ebenfalls in Versionen anderer Produzenten wie z. B. Rico Bernasconi zeitgleich erschien. Der Remix von Milk & Sugar war der kommerziell erfolgreichste und kam in Deutschland in die Top Ten auf Platz 7, in Österreich auf Platz 6, in der Schweiz auf Platz 4, in den Niederlanden auf Platz 5 und im flämischen Teil Belgiens auf Platz 10 und im wallonischen Teil Belgiens erreichte er Platz 46 der Ultratop Charts. Insgesamt erreichte die Single in zehn Ländern die Top Ten der Verkaufscharts und wurde in Deutschland und Österreich mit Gold ausgezeichnet.
Im Sommer 2011 veröffentlichten sie eine neue Version des 60er-Jahre-Klassikers Pata Pata von Miriam Makeba. In den darauffolgenden Jahren kooperierten sie mit verschiedenen Sängerinnen, u. a. mit Barbara Tucker sowie der südafrikanischen Sängerin Nomfusi.
Mit der venezolanischen Sängerin María Márquez landeten Milk & Sugar im Jahr 2014 erneut einen internationalen Hit, der in der Türkei und Rumänien Platz 1 der Charts erreichte sowie bei YouTube über 6 Mio. mal angesehen wurde. Der Titel „Canto Del Pilón“ konnte sich außerdem beim Download-Portal Beatport an der Spitze der Charts platzieren.
Seit Gründung von Milk & Sugar werden in regelmäßigem Abstand Mix-Compilations als CD, Download und Stream über das eigene Plattenlabel herausgebracht. Im Jahr 2016 kam das Release „Beach Sessions“ den iTunes Album-Charts bis auf Platz 7 voran, das Album „Destination: Rio De Janeiro“ erreichte im Januar 2017 Platz 10 der iTunes Album-Charts.
2017 feierten Milk & Sugar das 20-jährige Bestehen als DJ- und Produceract sowie als Plattenlabel. Hierzu waren ein neues Album und eine weltweite Tour geplant.

## Diskografie
Milk & Sugar – Singles
| - Milk & Sugar – Wicked Disco (1997) - Milk & Sugar – Get Down to the Fever (1997) - Mike Milk vs. Steven Sugar – Miss You Babe (2000) - Milk & Sugar – Higher & Higher – Edition 1 (2000) - Milk & Sugar vs. John Paul Young – Love Is in the Air (2001) - Milk & Sugar – Lift Me Up (2001) - Milk & Sugar vs. Damien J. Carter – I Got This Feeling (2002) - Milk & Sugar – Stay Around (2002) - Milk & Sugar – Let the Sun Shine (2003) - Milk & Sugar feat. 2 kHz – Get Down! Stay Down! (2003) - Milk & Sugar – Shut Up! (2004) - Milk & Sugar with Howard Jones – What Is Love 2005 (2005) - Milk & Sugar – Jezabel (2005) - Milk & Sugar – Has Your Man Got Soul (2006) - Milk & Sugar pres. MS2 – Stay Around (for This) (2007) - Milk & Sugar – Higher & Higher 2008 (2008) - Milk & Sugar feat. Roxanne Wild – No No No (2008) - Milk & Sugar feat. Ayak – You Got Me Burnin’ (2009) - Milk & Sugar feat. Gary Nesta Pine – Let the Sun Shine (2009) | - Milk & Sugar feat. Ayak – Let the Love (Take Over) (2010) - Milk & Sugar feat. Ayak & Lady Chann – Crazy (2010) - Milk & Sugar vs. Vaya Con Dios – Hey (Nah Neh Nah) (2011) - Milk & Sugar feat. Miriam Makeba – Hi-a Ma (Pata Pata) (2011) - Milk & Sugar feat. Neri Per Caso – Via Con Me (2012) - Milk & Sugar feat. Lizzy Pattinson – Let the Sun Shine (2012) - Milk & Sugar – Stay Around (2013) - Milk & Sugar – Tell Me Why (2013) - Milk & Sugar vs. Ben Delay – Tribute (2013) - Milk & Sugar feat. Maria Marquez – Canto Del Pilón (2013) - Milk & Sugar feat. Barbara Tucker – Needin U (2014) - Milk & Sugar vs. Simon Harris – Bass (How Low Can You Go) (2015) - Milk & Sugar – Ready Or Not (2015) - Milk & Sugar feat. Nomfusi – Heat (African Day) (2016) - Milk & Sugar – Music Is Moving (2017) - Milk & Sugar – Summertime (2017) - Milk & Sugar – 20 Years of Milk & Sugar (Remixed) 2017 - Milk & Sugar feat. Ron Carroll – House Dimension (2018) - Milk & Sugar – Let The Sunshine (2018) |

Milk & Sugar – Alben
| - Milk & Sugar – Housemusic.de (2003) - Milk & Sugar – 10 Years of Milk & Sugar – The Singles (2007) - Milk & Sugar – The Album (2011) - Milk & Sugar – 15 Years of Milk & Sugar – One and a Half Decades (2013) - Milk & Sugar – 20 Years of Milk & Sugar (2017) - Milk & Sugar, Münchner Symphoniker & Euphonica – Ibiza Symphonica (2020) |

Andere Projekte
| - Stone & Heller – San Francisco (1997) - The Mike Milk Project – Extrovated Beat (1997) - Border Queen – You Spin Me 'Round (1997) - Mike Milk vs. Steven Sugar – It Looks Like Funk (1998) - Mike Milk vs. Rat Pack – The Real Boogie (1998) - Stone & Heller – San Francisco '99 (1999) - Mike Milk vs. Steven Sugar – Cheesecake (1999) | - Robbie Rivera pres. Rhythm Bangers – Bang (2000) - MS2 – Running Away (2002) - Housemates – Without You (2006) - DJ Dove & Milk & Sugar – Unkind (2006) - Dino Moran with Milk & Sugar – Gumba Fire (2006) - Housemates – Can't Get Enough (2008) |

Remixes
| - Starship Troopers – Starship Troopers Movie (WEA/Maad) (1998) - Janet Jackson – C'mon Get Up (Virgin GER) (2000) - Mya – Free (Warner Music) (2000) - Usher – My Way (BMG Ariola) (2000) - Robbie Rivera – Bang (Milk & Sugar Rec) (2000) - Samantha Mumba – Gotta Tell You (Polydor UK) (2000) - DB Boulevard – Point of View (Airplane) (2001) - No Angels – Rivers of Joy (Polydor Zeitgeist) (2001) - Bel Amour – Bel Amour (Milk & Sugar Rec/Jive) (2001) - Tim Deluxe – It Just Won't Do (Milk & Sugar Rec) 2002 - Jamiroquai – Corner of the Earth (Sony Music) (2002) - Edyta – Impossible (Virgin) (2002) - Kid Creole – Stool Pigeon (Polydor GER) (2002) - Lene – Pretty Young Thing (Positiva UK) (2003) - Kid Alex – Fame / Shut Up (Milk & Sugar Rec) (2003) - Mr. On vs. JungleBrothers – Breathe Don't Stop (Positiva UK) (2003) - Despina Vandi – Gia (Ministry of Sound) (2003) - King Britt – I Can't Wait (Brickhouse) (2004) - Harry ChooChoo Romero – Mongobonix (Milk & Sugar Rec) (2004) | - Preluders – Sundown (Polydor GER) (2004) - Despina Vandi – Opa, Opa (Ministry of Sound) (2004) - Room 5 – Make Luv (EMI Music) (2005) - Kraze – The Party (Milk & Sugar Rec) (2005) - Casanovy – I Need Your Lovin (Milk & Sugar Rec) (2005) - Freeloaders – So Much Love to Give (AATW) (2005) - Steve Lawler – That Sound (Joia) (2005) - Candy Williams feat. Whiteside – Have It All (Milk & Sugar Rec) (2007) - Seasons Of Love – I Love NY (Boss) (2007) - Masters At Work – Work (AATW) (2007) - Yves Murasca – All About Housemusc (Milk & Sugar Rec) (2008) - Paul Gardner feat. Peyton – You Can't Hide from Yourself (Milk & Sugar Rec) (2008) - Paul Harris – Broken (2009) - Alex Gaudino – Watch Out (Ministry of Sound) (2009) - I Blame Coco – Quicker (Island) (2010) - Jutty Ranx – Be with You (EMI Music) (2013) - Francesco Rossi – Paper Aeroplane (2013) - Ben Pearce – What I Might Do (2013) - Sarah Connor – Kommst Du mit ihr (2015) |

## Auszeichnungen
- Dance Music Award
  - 2000: in der Kategorie „T-D1 Independent Label“